# Relais 4 × 100 mètres masculin aux Jeux olympiques d'été de 2020 (athlétisme)
Pour des articles plus généraux, voir Athlétisme aux Jeux olympiques d'été de 2020 et Relais 4 × 100 mètres aux Jeux olympiques.
Navigation
Rio 2016 Paris 2024
L'épreuve du relais 4 × 100 mètres masculin aux Jeux olympiques de 2020 se déroule les 5 et 6 août 2021 au Stade olympique national de Tokyo, au Japon.

## Records
Avant cette compétition, les records dans cette discipline étaient les suivants : 
| Record du monde  | Nesta Carter, Michael Frater, Yohan Blake, Usain Bolt (JAM) | 36 s 84 | Londres | 11 août 2012 |
| Record olympique | Nesta Carter, Michael Frater, Yohan Blake, Usain Bolt (JAM) | 36 s 84 | Londres | 11 août 2012 |

## Qualifiés
16 nations participent à la compétition.
| Mode de qualification                               | Nombre | Équipes qualifiées                                                           |
| --------------------------------------------------- | ------ | ---------------------------------------------------------------------------- |
| Championnats du monde d'athlétisme 2019 Finalistes  | 8      | Afrique du Sud Brésil Chine États-Unis France Grande-Bretagne Japon Pays-Bas |
| Relais mondiaux 2021 Finalistes                     | 4      | Allemagne Danemark Ghana Italie                                              |
| Meilleures performances mondiales (au 29 juin 2021) | 4      | Canada Jamaïque Trinité-et-Tobago Turquie                                    |

## Résultats

### Finale
Le 18 février 2022, le Tribunal arbitral du sport a diffusé un communiqué de presse pour confirmer un contrôle antidopage positif du coureur Britannique Chijindu Ujah. Le test de dopage s'est avéré positif à deux substances prohibées par l’Agence mondiale antidopage. Il n'a pas contesté la décision du TAS tout en s'excusant à ses coéquipiers. Ainsi, le quatuor canadien monte à la deuxième place et la Chine réussit à obtenir une médaille de bronze.
| Rang               | Couloir | Pays            | Athlètes                                                               | Temps de réaction | Temps   | Notes |
| ------------------ | ------- | --------------- | ---------------------------------------------------------------------- | ----------------- | ------- | ----- |
| Médaille d'or      | 8       | Italie          | Lorenzo Patta, Marcell Jacobs, Eseosa Desalu, Filippo Tortu            | 0.154             | 37 s 50 | NR    |
| Médaille d'argent  | 4       | Canada          | Aaron Brown, Jerome Blake, Brendon Rodney, Andre De Grasse             | 0.148             | 37 s 70 | SB    |
| Médaille de bronze | 7       | Chine           | Tang Xingqiang, Xie Zhenye, Su Bingtian, Wu Zhiqiang                   | 0.153             | 37 s 79 | NR    |
| 4                  | 5       | Jamaïque        | Jevaughn Minzie, Julian Forte, Yohan Blake, Oblique Seville            | 0.158             | 37 s 84 |       |
| 5                  | 3       | Allemagne       | Julian Reus, Joshua Hartmann, Deniz Almas, Lucas Ansah-Peprah          | 0.136             | 38 s 12 |       |
|                    | 9       | Japon           | Shūhei Tada, Ryōta Yamagata, Yoshihide Kiryū, Yūki Koike               | 0.139             |         | DNF   |
|                    | 2       | Ghana           | Sean Safo-Antwi, Benjamin Azamati-Kwaku, Emmanuel Yeboah, Joseph Amoah | 0.160             |         | DQ    |
|                    | 6       | Grande-Bretagne | Chijindu Ujah, Zharnel Hughes, Richard Kilty, Nethaneel Mitchell-Blake | 0.141             | 37 s 51 | DQ    |

### Séries
Les 3 premiers de chaque série (Q) et les 3 meilleurs temps (q) se qualifient pour la finale.

#### Série 1
| Rang | Couloir | Pays              | Athlètes                                                                        | Temps de réaction | Temps | Notes |
| ---- | ------- | ----------------- | ------------------------------------------------------------------------------- | ----------------- | ----- | ----- |
| 1    | 5       | Jamaïque          | Jevaughn Minzie, Julian Forte, Yohan Blake, Oblique Seville                     | .146              | 37.82 | Q, SB |
| 2    | 3       | Grande-Bretagne   | Chijindu Ujah, Zharnel Hughes, Richard Kilty, Nethaneel Mitchell-Blake          | .152              |       | Q, DQ |
| 3    | 4       | Japon             | Shuhei Tada, Ryota Yamagata, Yoshihide Kiryū, Yūki Koike                        | .147              | 38.16 | Q, SB |
| 4    | 9       | France            | Mouhamadou Fall, Jimmy Vicaut, Méba-Mickaël Zézé, Ryan Zézé                     | .156              | 38.18 | SB    |
| 5    | 2       | Brésil            | Rodrigo do Nascimento, Felipe dos Santos, Derick Silva, Paulo André de Oliveira | .140              | 38.34 | SB    |
| 6    | 8       | Trinité-et-Tobago | Kion Benjamin, Eric Harrison Jr., Akanni Hislop, Richard Thompson               | .150              | 38.63 | SB    |
|      | 6       | Pays-Bas          | Joris van Gool, Taymir Burnet, Chris Garia, Churandy Martina                    | .146              |       | DNF   |
|      | 7       | Afrique du Sud    | Clarence Munyai, Shaun Maswanganyi, Chederick van Wyk, Akani Simbine            | .150              |       | DNF   |

#### Série 2
| Rang | Couloir | Pays       | Athlètes                                                                    | Temps de réaction | Temps | Notes |
| ---- | ------- | ---------- | --------------------------------------------------------------------------- | ----------------- | ----- | ----- |
| 1    | 4       | Chine      | Tang Xingqiang, Xie Zhenye, Su Bingtian, Wu Zhiqiang                        | .152              | 37.92 | Q, SB |
| 2    | 9       | Canada     | Aaron Brown, Jerome Blake, Brendon Rodney, Andre De Grasse                  | .177              | 37.92 | Q, SB |
| 3    | 5       | Italie     | Lorenzo Patta, Marcell Jacobs, Eseosa Desalu, Filippo Tortu                 | .170              | 37.95 | Q, NR |
| 4    | 6       | Allemagne  | Julian Reus, Joshua Hartmann, Deniz Almas, Lucas Ansah-Peprah               | .134              | 38.06 | q, SB |
| 5    | 8       | Ghana      | Sean Safo-Antwi, Benjamin Azamati-Kwaku, Emmanuel Yeboah, Joseph Oduro Manu | .137              | 38.08 | NR    |
| 6    | 3       | États-Unis | Trayvon Bromell, Fred Kerley, Ronnie Baker, Cravon Gillespie                | .148              | 38.10 | SB    |
| 7    | 7       | Danemark   | Simon Hansen, Tazana Kamanga-Dyrbak, Kojo Musah, Frederik Schou-Nielsen     | .143              | 38.16 | NR    |
|      | 2       | Turquie    | Ertan Özkan, Jak Ali Harvey, Kayhan Özer, Ramil Guliyev                     | .146              |       | DQ    |

## Légende
Records et Performances
- AR : Record continental (area record)
- CR : Record des championnats (championship record)
- MR : Record du meeting (meet record)
- NR : Record national (national record)
- OR : Record olympique (olympic record)
- PR : Record paralympique (paralympic record)
- PB : Record personnel (personal best)
- SB : Meilleure performance personnelle de la saison (season's best)
- WL : Meilleure performance mondiale de l'année (world leader)
- WJR : Record du monde junior (world junior record)
- WR : Record du monde (world record)

Circonstances et Conditions
- DNF : N'a pas terminé (did not finish)
- DNS : N'a pas pris le départ (did not start)
- DQ : Disqualification (disqualification)
- NM : Aucun essai valable enregistré (No Mark)
- Q : Qualifié « directement » au prochain tour (ou à la prochaine compétition), lors d'une compétition majeure, grâce au classement ou à la réalisation des minima (automatic qualifier)
- q : Qualifié au prochain tour (ou à la prochaine compétition), lors d'une compétition majeure, grâce au repêchage ou à la réalisation de l'une des meilleures performances parmi celles des « non qualifiés directement » (grâce au meilleur temps ou à la meilleure distance par exemple) (secondary qualifier)